# 13188 Okinawa
13188 Okinawa (tên chỉ định: 1997 AH5) là một tiểu hành tinh vành đai chính. Nó được phát hiện bởi Naoto Sato ở Đài thiên văn Chichibu ngày 3 tháng 1 năm 1997. Nó được đặt theo tên Okinawa Prefecture of Japan.